# Blaž Potočnik
Blaž Potočnik, slovenski rimskokatoliški duhovnik, pesnik, skladatelj, časnikar in narodni buditelj, * 31. januar 1799, Struževo pri Kranju, † 1872.
Potočnik je bil zelo znan in uveljavljen pridigar, narodni buditelj in pevec v ljubljanski Stolnici. V Ljubljani je imel posebne zasluge za uveljavljane homeopatije, ki je bila v 19. stoletju zelo razširjena med duhovniki. Kot kaplan je sprva služboval v Šentjerneju nato v Ljubljani, od 1833 do 1872 pa kot župnik v Šentvidu pri Ljubljani.
Potočnik je pisal nabožne in posvetne pesmi katere je objavljal v Krajnski čbelici, kasneje v Novicah, Zgodni danici in Ljubljanskem časniku. Veliko svojih pesmi je tudi sam uglasbil. Imel je velik ugled in vpliv  v šolskih zadevah. Ukvarjal se je tudi z jezikoslovjem, astronomijo.